# حلقه زمانی

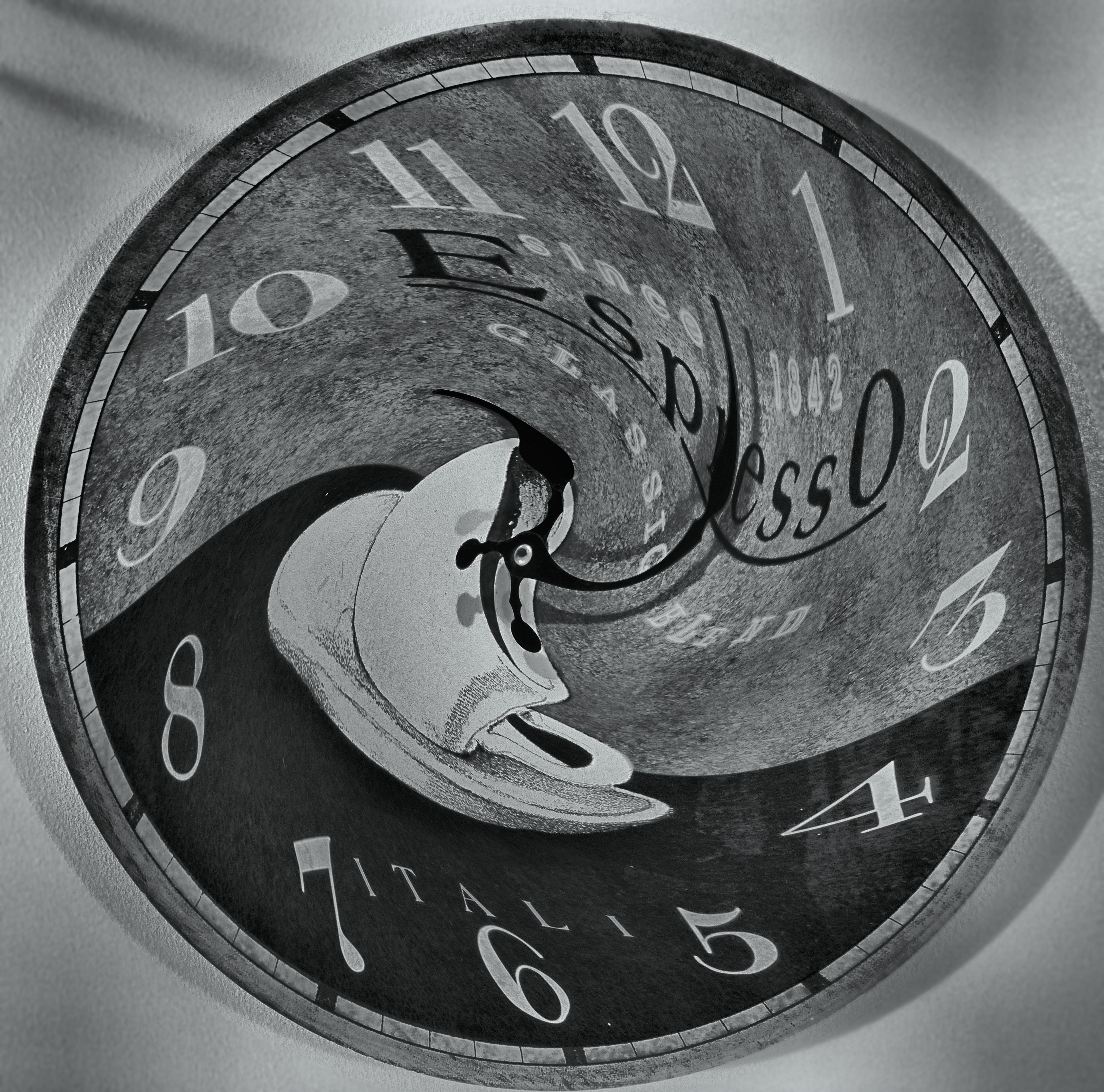
Time Warp

حلقه زمانی طرحی خیالی در داستانها است که در آن بازه‌ای خاص از زمان به صورت متداول تکرار و تجربه می‌شود که اغلب هدف شخصیت داستان شکستن این چرخه است. گاهی از واژهٔ حلقه زمانی برای اشاره به یک حلقهٔ عادی استفاده می‌شود با اینکه هر دو آنها مشابه به نظر می‌رسند، حلقه عادی تغییرناپذیر است اما یک حلقهٔ زمانی به طور مداوم به صورت مجدد تنظیم می‌شود. مفهوم کلی یک حلقهٔ زمانی طوری است که هنگامی که یک وضعیت خاص، مانند مرگ یک شخصیت یا یک زمان خاص، رخ می‌دهد حلقه دوباره از نو شروع می‌شود و در همین حال یک یا چند شخصیت خاطرات گذشته از حلقه پیشین را در خاطر دارند.: 207  تمرکز داستان‌های با موضوع حلقه زمانی معمولاً در یادگیری شخصیت از هر حلقهٔ پی در پی در طول زمان است.loop